# Гетто в Круглом (Круглянский район)
Гетто в Кру́глом (Кругля́нский район) (лето 1941 — лето 1942) — еврейское гетто, место принудительного переселения евреев местечка Круглое Могилёвской области и близлежащих населённых пунктов в процессе преследования и уничтожения евреев во время оккупации территории Белоруссии войсками нацистской Германии в период Второй мировой войны.

## Оккупация Круглого и создание гетто
Местечко Круглое было захвачено немецкими войсками 8 июля 1941 года, и оккупация продлилась почти 3 года — до 28 июня 1944 года. Только меньшая часть евреев местечка успела или смогла эвакуироваться.
Немцы, реализуя нацистскую программу уничтожения евреев, организовали в местечке гетто, в которое согнали как местных евреев, так и евреев из деревень Шепелевичи, Тетерино и Хатьково.

## Условия в гетто
Еврейским старостой (председателем юденрата) нацисты назначили Мейера Певзнера, местного портного, приказали ему под надзором полицейских переписать всех евреев и обязать их нашить на верхнюю одежду шестиконечные звезды. Также для выявления евреев всем жителям Круглого было приказано окрестить детей.
Гетто было огорожено забором высотой 3 метра. Узники жили в условиях невыносимой тесноты — в каждом доме поселили по 25-30 человек и гоняли на принудительные работы. Люди спали на голом полу. Воду брали из реки Друть, потому что единственный колодец очень быстро был вычерпан до дна. Не было практически никакой еды, удавалось только находить в поле сгнивший а потом и перемёрзший картофель. С риском для жизни евреи тайком выбирались из гетто и пробирались в соседние деревни в поисках пропитания.
Смертность в гетто была такой высокой, что к весне 1942 года оставшихся евреев переселили всего в два дома на краю Круглого.

## Уничтожение гетто
Евреи Круглого были убиты в результате нескольких «акций» (таким эвфемизмом нацисты называли организованные ими массовые убийства). Уже в июле 1941 года евреев вывозили в лес за Остров и расстреливали. Также собирали евреев у дома № 26 на улице МОПРовская на территории гетто и расстреливали у реки.
Немцы очень серьёзно относились к возможности еврейского сопротивления, и поэтому в большинстве случаев в первую очередь убивали в гетто или ещё до его создания евреев-мужчин в возрасте примерно от 15 до 50 лет — несмотря на экономическую нецелесообразность, так как это были самые трудоспособные узники. Исходя из этих соображений, 15 сентября 1941 года немцы приказали Мейеру Певзнеру собрать всех евреев-мужчин от 15 до 60 лет с лопатами и другим рабочим инструментом. В гетто знали, что накануне в местечко прибыли каратели, поэтому пришли не все мужчины. За невыполнение приказа немцы расстреляли Певзнера, а мужчин-евреев (от 60 до 100 человек) увели и убили в лесу в 4 километрах от Круглого по дороге на Могилев, справа от дороги, не доезжая до деревни Шупени.
В октябре 1941 года в Круглом расстреляли ещё 28 евреек «за дерзкое поведение», и в конце этого года — ещё 515.
В семье Помазановых с двумя детьми муж был белорусом, а жена еврейкой. Сначала в гетто забрали мать, через год — и детей. Их троих на еврейском кладбище расстрелял полицай Авилов (Вавилов) и сбросил в яму. Полицейский Климков грабил евреев, насиловал и расстреливал женщин из гетто.
В июне (мае) 1942 года последних 200—270 ещё живых евреев собрали на улице Козиной (сейчас Первомайская) и повели по улицам МОПРовская и Советская к парку на месте бывшего барского имения (ныне там школа-интернат). Конвой состоял из полицаев и немцев из СС. Там перед речкой находился противотанковый ров, вырытый ещё в начале войны для обороны Круглого. Двое пожилых евреев попытались убежать, но их поймали и вернули к остальным. Обречённым людям приказали раздеться, а тем, у кого нижняя одежда была хорошей, приказывали раздеться догола. Затем приказали ложиться в яму по 6 человек и стреляли каждому в затылок. У некоторых от ужаса происходящего не выдерживало сердце и они умирали ещё до выстрела. Одежду убитых забрали полицаи.

## Случаи спасения

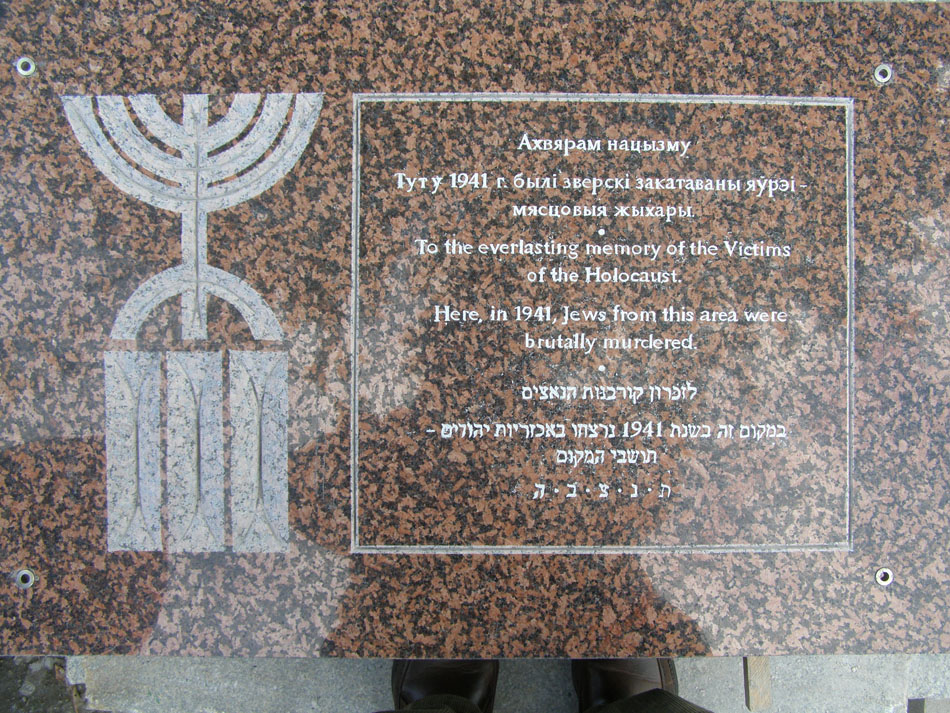
Мемориальная доска на одном из домов бывшего гетто на улице Мопровская

Во время расстрела летом 1942 года спасся тринадцатилетний мальчик Хони Эпштейн, который спрятался перед расстрелом, а потом убежал в лес и нашёл партизан. Одиннадцатилетний Брыскин Ица (Исаак) и его младший брат Йося (Иосиф) спрыгнули с телеги, убежали в лес и спаслись. Йося перешел линию фронта и стал «сыном полка»
Учительница Люба Клебанова, родом из Шепелевич, ранней весной смогла убежать из гетто, перешла линию фронта и спаслась
Броня Ратнер с 2-3-хлетней дочкой Соней из Шепелевичей чудом спаслась из гетто в Круглом. Сама Броня ушла в партизаны, а дочку взяла к себе Титова Александра Сергеевна, чья квартира была центром подпольной организации Круглого. Когда появилась возможность, Соню переправили к партизанам и самолётом в Москву. Броня после войны долго искала и нашла свою дочь в одном из детских домов

## Память
Опубликованы неполные списки жертв геноцида евреев в Круглом.
Лет через пять после войны в Круглое приехали родственники погибших из Ленинграда. На свои и собранные деньги они наняли рабочих, которые перезахоронили останки убитых (более 500 человек) из расстрельного рва в парке у реки на еврейском кладбище в центре Круглого на улице Юбилейной. Туда же перевезли и перезахоронили и останки евреев, убитых в Хотьково и Тетерине. В 1962 году на месте перезахоронения был установлен памятник, на котором было прямо написано про евреев: «Здесь покоятся 515 жертв еврейского населения гетто местечек Круглое, Тетерино и Хотьково, замученных фашистами в годы Великой Отечественной войны 1941—1945 гг. Вечная вам память от скорбящих родных, друзей и знакомых». Через годы этот самодельный памятник сильно разрушился, и его заменили на новый.
Также на еврейском кладбище находятся и несколько семейных захоронений евреев, убитых нацистами в Круглом.